# Баранов, Вадим Ильич
Вадим Ильич Баранов (26 апреля 1930, Горький — 17 апреля 2014) — советский и российский писатель, литературный критик. Доктор филологических наук (1974), профессор (1979), член Союза писателей СССР (1968), Союза журналистов СССР (1957). Был одним из инициаторов возвращения профиля А. М. Горького на логотип «Литературной газеты». Награждён медалью «За доблестный труд в Великой Отечественной войне 1941—1945 гг.»

## Биография
Родился 26 апреля 1930 года в г. Горький. Отец Илья Степанович Баранов с началом Великой Отечественной войны (ВОВ) был призван на белорусский фронт, где пропал без вести в 1942 г. Подростком Вадим Баранов в годы войны работал в мастерской при горьковском заводе Красное Сормово занимался ремонтом и восстановлением силовых установок подбитых советских танков поступавших с фронта.
Окончил историко-филологический факультет Горьковского университета (1953). В печати публикуется со студенческой скамьи. Как критик дебютировал в 1956 году. 1953—57 — годы учёбы в аспирантуре в ГГУ. Кандидатская диссертация — в 1958. Участник трёх всероссийских семинаров молодых критиков в Переделкине (1961—1963). После работы в газете «Ленинская смена» — преподавательская работа в Горьковском (1958—1961), Башкирском (ныне Уфимский университет науки и технологий), (1961—1966), затем снова в Горьковском университете. 19 августа 1991 года переехал в Москву. В 1993—1995 годах преподавал в Польше.
Докторская диссертация «А. Н. Толстой и советская литература: Художественное мышление писателя и развитие реализма» защищена в ИМЛИ в 1974. С лекциями по русской литературе выступал в Пекине, Париже (Сорбонна), Гаване, Улан-Баторе. Участник многих международных конференций в ИМЛИ, за рубежом. Делегат конгресса МАПРЯЛ (1990).
Выпустил 16 книг в Москве, Горьком, Уфе. Книга «Орудие познания и борьбы. О социалистическом реализме как методе художественного мышления», отличающаяся нетрадиционным подходом к проблеме, удостоена премии Всесоюзного конкурса. На книги В. Баранова в России и за рубежом опубликовано свыше 45 рецензий. Книги переведены на 13 языков.
Был членом редколлегии журнала «Литературное обозрение» с первого номера (1973—1989), журнала «Советская литература» (на иностранных языках), союзного и республиканского советов по критике и литературоведению, белорусской и туркменской литературам. Член редколлегии Собрания соч. А. Н. Толстого в 10 томах (1982—1986) и автор вступительной статьи, член редколлегий ряда вузовских сборников..
Скончался 17 апреля 2014 года в Москве, похоронен на Донском кладбище.

 «О чём бы ни писал, девиз его простой: во всём всегда дойти до сути».— Коллеги о В. И. Баранове, 26.04.1980

## Список произведений[8]
1953

1. Художник революции. (К 90-летию со дня рождения А. С. Серафимовича) — Горьк. правда, 18 января.

2. «Волжские огни» должны гореть ярче. — Ленинск. смена, 15 декабря.

1954

3. Правдивые очерки о колхозной деревне. (В.Тендряков «Падение Ивана Чупрова», «Ненастье»). — Арзамас. правда, 9 апреля.

4. Время и люди (В.Панова «Времена года»). — Ленинск. смена, 10 апреля.

5. Горький и Чехов. — Ленинск. смена, 15 июля.

1955

6. Писатель земли советской. Десять лет со дня смерти А. Н. Толстого. — Ленинск. смена, 24 февраля.

1956

7. Мысли большого художника. [О кн. Алексей Толстой о литературе, С. П., М.] — Горьк. рабочий, 15 января.

8. Лев Толстой в оценке А. Н. Толстого. — Учен. записки ГГУ, вып. XXIX, серия ист.-фил., сборник статей о Л. Н. Толстом, с. 133—141.

9. Несостоявшийся бенефис. (Б.Порфирьев «Бенефис Ефима Верзилина», г. Киров) — «Физкультура и спорт», № 6, с. 40.

10. Рассказы о буднях речников (М.Лисин «Пароход шел во льдах») — Волжский альманах, № 10, с. 242—251.

11. О своем по-своему. (В.Автономов «Сторонка лесная»). — Ленинск. смена, 6 марта.

12. «Саша отправляется в путь». — Горьк. правда, 14 июля.

13. Роман о торжестве гуманизма. (Э.Казакевич «Дом на площади»). — Горьк. правда, 14 декабря.

1957

14. Мысли большого художника (А.Толстой о литературе). — Горьк. рабочий, 15 января.

15. «Дело было в Пенькове». — Арзамас. правда, 29 января.

16. Самый лучший читатель. — Горьк. правда, 28 марта.

17. Живое наследие. (К вопросу о становлении метода социалистического реализма) — Знамя, № 3, с. 206—212.

18. Вопросы художественного мастерства в эстетике А. Н. Толстого. — Ученые записки ГГУ, вып. 39, серия филологич., с. 113—152.

19. Читая и считая. (Об изданиях Н.Островского в разд. «Горестные заметы») — Звезда, № , с. 223.

20. Литературно-эстетические взгляды А. Н. Толстого. (Автореферат кандидатской диссертации).

21. Вопросы художественного мастерства в эстетике А. Н. Толстого. — Учен. записки ГГУ, вып. 39, серия филологич., с. 113—152.

22. Навстречу революции. (рец.: к\ф «Сестры») — Горьк. рабочий, 12 ноября.

1958

23. Алексей Толстой и горьковчане. — Горьк. правда, 3 января.

24. Революция и судьба художника. (К 75-летию со дня рождения А. Н. Толстого) — Горьк. правда, 10 января.

25. Здесь рос Горький. — Молодой ленинец (Саранск), 28 марта.

26. Повесть Н. В. Гоголя «Коляска» — «Русская литература», Ученые записки ГГУ, вып. XLYIII, серия филологич., с. 45 — 58.

27. «Город на заре». (А.Арбузов, ТЮЗ, г. Горький) — Ленинск. смена, 29 июня.

28. Первый сборник статей об А.Толстом. — Вопр. лит., № 7, с. 194—199.

Рец.: «Творчество А. Н. Толстого» — Сб. статей под ред. А. В. Алпатова и Л. М. Поляк, изд-во МГУ, М., 225 с.

29. Поэзия жизни и жизнь поэзии. (В.Автономов «Сторонка лесная») — Волжский альманах, № 11, с. 318—336.

30. Повесть Н. В. Гоголя «Коляска» — Русск. лит-ра. Ученые записки ГГУ, вып. XLYIII, серия филологич., с. 45 — 58.

31. Боевой восемнадцатый. (рец.: к\ф «Восемнадцатый год») — Горьк. правда, 24 июля.

1959

32. Великий пример. — Нанкин жибао, 28 марта. В соавторстве с Н.Барановой. (На китайском языке).

33. Утро новой жизни. (рец. к\ф « Хмурое утро») — Горьк. правда, 22 мая.

34. Маяковский сражается и сегодня. («Клоп», театр им. Маяковского, Москва) — Ленинск. смена, 12 сентября.

35. Заботы «нулевого» курса. — Комс. правда, 24 ноября. В соавторстве с Н.Барановой.

1960

36. Проблема демократического читателя в эстетике А. М. Горького на рубеже XIX—XX веков. — Тезисы докладов 3-й научной конференции горьковедов Поволжья (июнь 1960). г. Горький, с. 22 — 24.

37. С мечтой о будущем. (100-летие со дня рождения А. П. Чехова). — Горьк. правда, 29 января.

38. Перечитывая «Войну и мир» — Горьк. рабочий, 22 ноября.

1961

39. В одном строю.(К 125-летию со дня рожд. Н. А. Добролюбова). — Горьк. рабочий, 4 февраля.

40. С правдой вдвоем. (А. Твардовский «За далью — даль») — Горьковский рабочий, 20 февраля.

41. Хозяин Земли — хозяин Вселенной. — Горьк. правда,18 июня. В соавторстве с Н. Барановой.

42. Долг земляков. Об изучении и пропаганде творчества М.Горького. — Горьк. правда, 13 июля.

43. Быть на земле человеком. (Полемические заметки о том, как изображаются личность и коллектив в некоторых произведениях современной прозы) — Москва, № 8, с. 202—209.

44. О взаимосвязи тем войны и мира [в романе Л. Н. Толстого]. К характеристике художественного новаторства. — «Л. Н. Толстой, IY». Учёные записки ГГУ. Статьи и материалы, г. Горький, с. 142—153.

45. Вносящий солнце. Чем нам дорог Павел Корчагин. — Ленинец, Уфа, 21 декабря.

1962

46. Упорство поиска. (В.Ильин «Человек себя ищет») — Лит. и жизнь, 10 января.

47. Мастерство героя и мастерство литератора. — Ленинец, Уфа, 1 февраля.

48. Искусство и двадцатый век. — Ленинец, 29 марта.

49. Всего-навсего восемьдесят. Сегодня день рождения К. И. Чуковского.- Ленинец, Уфа, 31 марта. Перепечатка: Ленинск. смена, 30 марта 1972.

50. Быть на земле человеком. — В сб.: «Навстречу будущему», М., с. 78 — 108. Сокращенный вариант в журнале «Москва», 1961, № 8, с. 202—209.

51. Шолохов сложней и богаче.(М.Кокта «Публицистика М.Шолохова») — Знамя, № 4, с. 221—223.

52. Мы люди маленькие, естественные … — Урал, № 12, с. 130—133.

53. Издание всенародное. (А. Н. Толстой. Собрание сочинений в 10 томах.) — Вопр. лит., № 4, с. 185—188.

54. Муза Клио верна традиции. (статья о кн. В.Турбина «Товарищ время и товарищ искусство») — Молодая гвардия, № 6, с. 275—284.

55. Молодые критики и литературоведы за работой. (Интервью.) — Вопр. лит., № 9, с. 242.

56. Третий цвет времени. (Д.Гранин «Иду на грозу») — Ленинец, 25 декабря.

1963

57. «Желаю всего хорошего». История неизвестного горьковского письма. — Сов. Башкирия, 10 февраля.

58. Жить, творить для людей (о Чекмареве) — Сов. Башкирия, 14 мая.

59. Во имя дружбы … (А.Абрамов «Прошу встать») — Новый мир, № 3, с. 243—246.

60. О природе художественной точности литературного произведения (к проблеме формы и содержания). — Сб. материалов к научной сессии вузов Уральского экономического р-на, с. 5 — 7.

61. Секреты четвёртого измерения. (о кн. Д.Гранина «Иду на грозу») — Урал, № 2, с. 158—167. Отз.: Сердце с правдой вдвоем. (ред. статья). — Урал, 1963, № 4, с.159.

62. Об особенностях изображения войны в романе [Л. Н. Толстого «Война и мир»] — «Л. Н. Толстой. Статьи и материалы. Y», г. Горький. Ученые записки ГГУ, т. 60, с. 174—180.

63. Обыкновенная диалектика. Заметки о новаторстве литературы последних лет. — Лит. Россия, с. 17, 28 июня.

64. А. Н. Толстой. Клятва. (Отрывок из незавершенной повести. Публикация и вступительная статья). — Лит. Россия, с. 22 — 23, 5 июля.

65. Учить творчеству. — Вопр. лит., № 8, с.164 — 166.

66. Феномен. (М. Ф. Андреев. М., 1961). — Лит. Россия, декабрь, № 52.

1964

67. Из артезианских людских глубин … — Дружба народов, № 2, с. 227—239.

68. Во имя дружбы… (А.Абрамов «Прошу встать») — Новый мир, № 3, с. 243—246.

69. Музыка «Тронки» — Ленинец, 9 мая.

70. За жанровую определённость. — Лит. Россия, с. 7, 3 июля. Отзывы: — Л.Анненский. Нечто о состоянии жанров. Там же, 7 августа, с. 11.

Б. Малочевский. Из ответов на анкету. Там же, 21 августа, с.6.

С. Тхоржевский. Из ответов на анкету. Там же, с.7.

А. Гладышев. Характер подробный или эскизный? Как учиться у великих. Там же, 25 сентября, с.19.

А. Коган. Венец делу… Там же, 2 октября, с.14.

Анкета. Полемика. Итоги. (ред. статья). Там же, 25 декабря, с.11.

71. Жизнь отвергает тайну. (О поэмах Мустая Карима) — Сов. Башкирия, 12 июля.

72. Гармония и алгебра. О единстве формы и содержания в литературе последних лет. — Урал, № 5, с. 163—179.

73. Шрамы войны. (Н.Наджми «Березы») — Урал, № 9, с. 176—177.

74. Творческая история рассказа А. Н. Толстого «Логутка» (О роли современности и литературных традиций). — «Традиции и новаторство в литературе и устном творчестве». Ученые записки Башкирского ун-та, вып. XYII, серия филологич. наук, № 7 (11), с. 22 — 38.

75. О рыбе, которая не плавает. (Литературный фельетон о кн. К.Шохина «Содержание и форма в искусстве») — Лит. Россия, 25 декабря.

1965

76. Писатель и живопись. — Новый мир, № 7, с. 265—268. В соавторстве с Н.Барановой. Рец.: М.Горький и художники. М., 1964, 384 с.

77. За жанровую определённость. (Расширенный вариант) — Литература и современность, сб. 6, М., с. 280—289.

```
Отз.: А.Коган. Продолжая разговор. Там же, с.290-315.

Е.Беленький. Голос критики. Сибирские огни, 1966, № 3.
```

78. Прошлое — современность. — Сибирские огни, № 11, с. 177—180. В соавторстве с Н.Барановой. Рец. : Из творческого наследия советских писателей. Литературное наследство, т. 74, Наука, М., 1965.

79. «От» и «до». О мастерстве и его технологии. — Урал, № 1.

80. Вопросы композиционного мастерства в литературно-эстетических воззрениях А. Н. Толстого. — Сюжет и композиция в изучении и преподавании художественной литературы. Тезисы докладов 8 межвузовской научно-методической конференции, М., с. 45 — 48.

81. Без «художественных особенностей».(Л.Якименко «Творчество М. А. Шолохова» С. П., М.) — Москва, № 3, с. 211—212. В соавторстве с Л.Барагом.

82. Адрес народа. Творческий портрет Анвера Бикчентаева — Урал, № 9, с. 163—172. В соавторстве с Н.Барановой.

83. Гармония и алгебра. О единстве формы и содержания и путях его анализа. — Сб. «Навстречу будущему». Статьи молодых критиков. Сборник 2. Советский писатель, с. 7 — 47.

84. Индивидуальность художника и своеобразие исследователя. (Л.Поляк «А.Толстой — художник») — Вопр. лит., № 6, с. 189—191.

85. Глубины образа — глубины жизни. — Лит. Россия, с. 10 — 11, 2 апреля.

86. Поэт и современность. — Дружба народов, № 4, с. 274—278.

1966

87. Альбом — полемика. [Об альбоме, принадлежащем писателю И. В. Репину] — Лит. Россия, с. 9, 1 января.

88. Быть на земле человеком. О литературе наших дней. — Башкирское книжное изд-во, Уфа, 144 стр., 3000 экз. Рец. : А.Овчаренко. Книги молодого исследователя — «Лит. Россия», 11 октября.

89. Очерки литературы. — «Москва», № 6, с. 205—206. Рец. : В.Панков. Воспитание гражданина. С. П., М.,1965.

90. «Аэлита» А. Н. Толстого и советская литература 20-х годов. — В сб. Советская литература 20-х годов, Южно-Уральское кн. изд-во, с. 270—289. То же в кн. «Революция и судьба художника».

91.Особенности идейно-творческого развития А. Н. Толстого периода эмиграции. — Материалы YII конференции литературоведов Поволжья, г. Волгоград, с. 50 — 52.

92. Творчество Анвара Бикчентаева. — История башкирской советской литературы. Очерки. Часть II (1941—1964). Башкирское кн. изд-во, Уфа, с. 251—274. В соавторстве с Н.Барановой.

93. Единственный документ … (Рец.: В.Ильин «Жесткий контур»). — Лит. газета, 19 апреля.

94. Прошлое — современность. (Из творческого наследия советских писателей.) — Сибирские огни, № 11.

1967

95. Революция и судьба художника. А. Толстой и его путь к социалистическому реализму. М., 1967, 460 с., 10000 экз.

Рец.: 1. Г. Ивнин. «Вы, землячок, революционер…» — Горьк. правда, 2 марта 1968.

2. В. Харчев. Художник и революция. — Горьк. правда, 15 июня 1969.

3. Ал. Овчаренко. Книги молодого исследователя. — Лит. Россия,11 октября 1968.

4. В. Макиев. Этапы большого пути. — Вопр. лит., 1968, № 9.

5. Н. Кузнецов. Революция и творческий путь Алексея Толстого. — Урал, 1968, № 11, с. 178—179.

96. На пути к новому методу. — Вопр. лит., № 8, с. 27 — 44.

97. Этическое и социальное в советской эпопее. Вадим Рощин и Григорий Мелехов. — В сб. Народ и революция в литературе и устном творчестве, Уфа, с. 20 — 35.

98. Ранний А. Н. Толстой и споры о классике (Художественное истолкование повести «Портрет»). — Научные доклады высшей школы. Филологич. науки, № 4, с. 109—117.

99. Художник и родина. — Знамя, № 8, с. 219—235. То же в кн. «Революция и судьба художника». Отз.: В. Смирнова. Мужественный профиль. Правда, 6 октября 1967 г. Г. Бровман. Проза и публицистика поисков и открытий. Вопросы литер., 1968, № 5, с. 30.

1968

100. Революционность. Деловитость. Мечта. — Горьк. правда, 28 марта.

101. М. Горький и «новый Толстой». — Горьк. рабочий, 20 апреля.

102. Мысли у памятника. — Горьк. университет, 4 июня.

103. Рождение Буревестника. — Лен. смена, 20 июня.

104. М. Горький и А. Н. Толстой (Из истории творческих взаимоотношений). — В кн.: М.Горький и современная литература. Тезисы межвузовской научной конференции. г. Горький, 1968, с.5 — 8.

105. Хорошо! — Литературная Россия, с. 11, 4 октября. Рец.: М.Сточин. Сапоги не с той ноги. — Волго-Вятское кн. изд-во,1968.

1969

106. В пылу критического «самовыражения». [Против субъективизма в литературной критике]. — Лит.газета, 22 января.

107. Исследовательская глубина, художническая взыскательность. — Вступит. слово к дискуссии «Образ В. И. Ленина в современной литературе» — Вопр. лит., № 6, с.4 −13. К 100-летию со дня рождения В. И. Ленина.

108. Высокая ответственность. — Заключит. слово. — Вопр. лит., № 6, с. 51 — 55.

109. Одна, но пламенная страсть (Б. Костюковский, С. Табачников «Русский Марат»). — Лит. Россия, 4 апреля.

110. Главный цвет времени. — Урал, № 1. Рец. : Ю. Андреев, Г.Воронов «Багряная летопись» — Лениздат, 1968.

111. Необходимый человек. [Литературный портрет Б .Пильника] . — Лит. Россия, 22 августа.

112. Художник и родина. (Сб. Революция. Герой. Литература.) — Сов. Россия, с. 193—214.

113. Немного о писателе и его книгах. — В кн.: М.Лисин «Пути и судьбы», Волго-Вятское кн. изд-во, с. 5 — 8.

114. Образ Ленина и роман-эпопея. — Горьк. рабочий, 20 декабря.

1970

115. Революция и новый человек. (Ленин и Горький). — Волга, № 1, с. 145—161.

116. Горький и «новый Толстой». — В кн.: М.Горький и русская литература. Ученые записки ГГУ, с. 3 — 29.

117. История неизвестного горьковского письма. В кн.: М.Горький и русская литература. Ученые записки ГГУ, с.185 — 189.

118. «Таково начало моего писания прозы …» Неизвестная автобиография Алексея Толстого. — Лит. газета, 18 февраля.

119. Нижегородские страницы Ленинианы. — Ленинск. смена, 16 апреля.

120. Грани великой темы. — Правда, 8 июня.

121. Рукописи Алексея Толстого. — Лит. газета, 28 августа.

122. Правда образа — правда истории.- Сб. Литература и современность, № 10, с. 102—145.

123. Правда образа — правда истории. Прозаическая Лениниана: поиски, свершения, перспектива. — Вопр. лит., № 1.

124. Две судьбы. Иван Бунин и Алексей Толстой. — Горьк. рабочий, 23 октября.

1971 

125. Улица-судьба — улица-сюжет. — Волга, № 7, с. 253—255. М.Горький в Н.Новгороде.

126. Маршрутами ленинской мысли. — Горьк. рабочий, 13 февраля.

127. Верность теме. — Правда, 22 марта.

128. Правда образа — правда истории. Эстетические проблемы Ленинианы. г. Горький, с. 50 — 70.

Рец.: 1. А.Алексеева. Современна всегда. — Горьк. рабочий, 22 апреля 1972.

2. А.Ванюков. Тема всегда современная. Волга, 1972, № 5, с. 179—181.

3. С.Люблинский. В.Баранов. Правда образа — правда истории. — Звезда, 1972, № 9, с. 211—212.

4. Л. Фарбер. К истории ленинианы. — Знамя, 1972, № 9, с. 234—235.

5. Б. Яковлев. Правда истории — правда образа. — Вопр. лит., 1972, № 10, с. 189—194.

6. М.Абрамов. (Ровно). Всегда глубоко современно. -Лит. Россия, 20 апреля 1973.

129. Поэзия жизнестроения. — Знамя, № 3, с. 210—219.

130. На пороге новых проблем. — Вопр. лит., № 5.

131. Дух и буква. (С.Есенин. Чёрный человек. Вопросы текстологии.) — Лит. Россия, 18 июня.

132. У истоков характера. — Горьк. рабочий, 29 июля.

133. В двенадцать мальчишеских лет.(Л.Якименко «Все впереди») — Лит. газета, 18 августа.

134. Хлеб революции. — Ленинск. смена, 15 декабря.

135. Невыдуманные повести. (Г.Фиш «После июля, в семнадцатом») — Новый мир, № 7, с. 253—255.

1972

136. Сюжетно-композиционные особенности советского романа 20-х годов. Вопросы художественного мышления писателя. — г. Горький, 97 с. Рец.: Я.Явчуновский. Разгадано словом. — Вопр. лит. 1973, № 10, с. 230—232.

137. … И есть ещё критики. — Горьк. рабочий, 14 февраля.

138. Книги продолжают работать (60 лет со дня рождения А.Макарова) — Горьк. рабочий, 3 марта.

139. Школа высшей человечности. — Комс. правда, 15 марта.

140. О литературе, любви и революции. Неизвестные письма Л.Андреева и его жены. — Горьк. правда, 2 июня.

141. О друзьях-товарищах (К. Поздняев «Товарищи мои»). — Горьк. правда, 2 июля.

142. Углубляясь в истоки. (Ю.Кузьменко «Мера истины»). — Москва, № 5, с. 211—212.

143. Большая книга писателя. — Волга, № 7, с. 162—172.

144. В эпицентре схватки. — Лит. Россия, № 31, 28 июля.

145. Страничка о своей работе. Ответы на вопросы журнала. — Вопр. лит., № 10, с. 67 — 68.

1973

146. Время — мысль — образ. г. Горький, 271 с.

```
Рец.: 1. А.Клитко. Верность позиции. Точность критериев. Лит. газета, 9 января 1974.

2. А. В. Маныкин. В. И. Баранов. Время — мысль — образ. Р. Ж. Общественные науки в СССР. Литературоведение. Серия 7, 1974, № 3, с. 96 — 99.

3. В.Гейдеко. Закономерность удачи. — Комс. правда, 10 декабря 1974.
```

4. А.Алексеева. Интересно — о старом и новом. — Горьк. рабочий, 23 января 1974.

5. Л.Финк (Куйбышев). Единство позиции. — Вопр. лит., 1974, № 11, с. 262—267.

6. О.Гладышева. Литературная жизнь Поволжья (ноябрь 1973). Обзор. — Волга, 1974, № 4, с. 164—167.

7. В. Викторович. Поиски большого человека продолжаются. — Ленинск. смена, 5 марта.

147. Писатель и художественный опыт современности (А.Толстой — М.Булгаков) — В сб. Проблемы развития советской литературы, г. Саратов.

148. Талант ваш — настоящий русский. — Лит. газета, 10 января.

149. Дни литературной критики в г. Горьком. — Горьк. рабочий, 10 февраля.

150. Искусство критического анализа. — Горьк. рабочий, 20 февраля.

151. …С товарищами по оружию. Критическая проза К.Симонова — Ленинск. смена, 22 февраля.

152. Верность трудовой первооснове. (В.Кожевников «В полдень на солнечной стороне»). — Лит. Россия, 29 июля.

153. Чтоб истинным был путь к истине. (В.Борщуков. История литературы и современность) — Лит. обозрение, № 4, с. 71 — 74.

154. Критик выпускает книгу. (Л.Теракопян. Дыхание жизни, В.Огнев. Становление таланта) — Новый мир, № 4, с. 258—263.

155. П.Бугаенко. А. В. Луначарский и советская критика -Сибирские огни, № 10, с. 187—189.

156.Этим и интересен. (Вступит. статья к сб. «Воспоминания об А. Н. Толстом»), М.

157.Углубляясь в истоки. (Ю.Кузменко. «Мера истины») — Литература и современность, № 12, с. 335—341.

158.Развитие или хождение по кругу. (Б.Васильев. «Не стреляйте в белых лебедей») — Лит. обозрение, № 12, с. 46 — 48.

159.Писатель и художественный опыт современности (М.Булгаков и А.Толстой) — Проблемы развития современной литературы, № 5, с. 9 — 26.

1974

160. Войти в каждый дом … — Лит. газета, 16 января.

161. Превосходнейшее занятие — жизнь! (Год каприйской переписки М.Горького). — Горьк. рабочий, 13, 14, 15 мая.

162. Повесть «Мать» и творчество М.Горького 20-х годов. — Вопросы горьковедения. 74. г. Горький, с. 24 — 57. В соавторстве с Н.Барановой.

163. А. Н. Толстой и советская литература. Художественное мышление писателя и развитие реализма. Автореферат докт. дисс. ИМЛИ, М.

164. Творческая индивидуальность писателя и художественный опыт современности. — В сб. Историко-литературный процесс. Проблемы и методы изучения, Наука, Л., с. 219—236.

165. Ответственность перед темой. (И.Стаднюк «Война») — Комс. правда, 17 сентября.

166. Историко-революционное повествование и современный литературный процесс. (Излож. доклада) — Вопр. лит., № 1, с. 12 — 24.

167. Размышляя о перспективах. — Вопр. лит., № 2, с. 140—167.

168. Беззащитные факты. — Лит. обозрение, № 6, с. 63 — 64.

169. Враги Егора Прокудина. — Вопр. лит., № 7, с. 53 — 62.

1975

170. Соотношение эстетического и публицистического начал в творчестве М.Горького 20-х годов. («Рассказ о необыкновенном»). — Горьк. чтения.74, г. Горький, с. 83 — 92.

171. От истоков «Тихого Дона» — Вопр. лит., № 4, с. 32 — 63.

172. Мир тревог и свершений. — Комск. правда, 28 февраля.

173. Книга в вашем доме. — Горьк. рабочий, 11 апреля.

174. Перечитывая «Тихий Дон». — Горьк. рабочий, 22, 23 мая.

175. Мир Шолохова и современный мир. — Горьк. правда, 24 мая.

176. То же. На венгерском языке. — Esti Hirlap, 24 majus. То же. На болгарском языке. — Орфей. То же. На языке хинди.

177.Такая работа. (В.Карпов «Взять живым»). — Горьк. правда, 24 июня.

178. Муки творчества или соблазны «сладкой жизни» (Г.Матевосян. Похмелье).- Лит. обозрение, № 2.

179. В дебрях «экзотики» (И.Рачада «Родина и чужбина») — Лит. обозрение, № 6, с. 22 — 23.

180. Человек и история. — Единство, М., с. 61 — 94.

181. «И все во мне омжило и свело». (И.Лысцов «Страда») — Лит. обозрение, № 9.

182. Как готовить критиков? — Лит. обозрение, № 11, с. 56 — 59.

183. В многообразии — единство. (Идейное единство и художественное многообразие советской прозы) — Новый мир, № 12, с. 264—267.

184. Формула творчества (В.Распутин) — Лит. обозрение, № 12.

185. Взаимосвязи литератур и индивидуальность писателя. — Советская литература и мировой литературный процесс. Идейно-эстетические проблемы. «Наука», М., с. 218—222.

1976

186. Задачу решает … филолог. — Горьк. рабочий, 12 января.

187. Сверяя с временем шаг. — Лит. газета, 21 января.

188. Стратегия успеха. — Горьк. правда, 26 ноября.

189. Пушкин и его судьба в восприятии советских поэтов. — Болдинские чтения. с. 104—114.

190. Новые дали творчества. — Вопр. лит., № 6, с. 3 — 30.

191. А.Толстой. — Детская энциклопедия, т. 11.

192.Строитель духовной жизни человечества. — Знамя, № 11, с. 230—233. А.Толстой — публицист.

193. Николай Иванович Кочин.- Писатели-горьковчане, с. 90 — 99.

1977

194. Выступление на Всесоюзной конференции «Современная советская литература и художественный опыт Горького». — Вопр. лит., № 9, с. 62 — 66.

195. Закономерность удачи. (Л.Калинина «Теплый стан») — Горьк. правда, 24 мая.

196. Орудие познания и борьбы. — Буревестник, 26 июня 1977. Издание Горьк. обл. организации СЖ СССР.

197. Жизненные корни. О труде современного литератора. — «Новый мир», № 7 с. 231—239, № 8 с. 240—249. Пер. на нём.: Kunst und Literatur., 1978, № 1, 3.

198. То же, № 8, с. 240—249.

199. К характеристике художественных исканий М.Горького (пьеса «Враги» в системе творчества писателя). — Горьк. чтения. 1976, с. 64 — 70.

200. Великий Октябрь и современная историко-революционная проза. — М., Знание, 63 стр.

201. У истоков образа. — Ленинск. смена, 28 июня.

202. Образ героя — образ времени. — Лит. газета, 20 июля.

203. Движение литературы и индивидуальность критика. (Ф.Кузнецов. «За все в ответе. Нравственные искания в современной прозе»). — Вопр. лит., № 2, с. 256—262.

204. Горизонты революционного созидания. — Знамя, № 4, с. 209—220.

205. Книга и революция. — Новый мир, № 10, с. 254—257.

206. Вершины. Развитие традиций и опыт эпопеи в советской литературе. — Дружба народов, № 10, с. 243—256.

207. Далеко во все концы света. — Беседа с С. Дангуловым. — Вопр. лит., № 10, с. 186—215.

208. В романе и в фильме. (рец.: к\ф «Хождение по мукам») — Сов. культура, 15 ноября.

209. Богатые уроки (Н. И. Кочин) — Современники, г. Горький, с. 206—210.

210.Три дебюта в «Современнике». — Волга, № 12.

1978

211. Андреас остается в строю. (Куусберг «Капли дождя») — 4 января.

212. Пароль — жизнелюбие. — Ленинск. смена, 19 марта.

213. Орудие познания и борьбы. О социалистическом реализме как методе художественного мышления. М., 199 с. Удостоена премии конкурса на лучшую книгу о социалистическом реализме. См.: Итоги конкурса. — «Лит. газета», 17 июня 1979.

Рец.: 1. А.Алексеева. Простой разговор… — Горьк. рабочий, 24 января 1979.

2. В.Харчев. Оружие писателя. — Горьк. правда, 1 февраля 1979.

3. Wladislaw Zaworski. W.Baranov. Orudije poznanija i borby. — Przeglad rusycystyczny, Warzawa — Lodz, 1980, № 3 (11), с. 94 — 96.

214. Актуальный творческий поиск. — Лит. Россия, 30 июня.

215. Зерна памяти. (В.Катаев «Алмазный мой венец») — Лит. газета, 5 июля.

216.Честь смолоду. (рец.: к\ф «Капитанская дочка») — Сов. культура, 11 июля.

217.Масштабом революции. — Правда, 30 июля.

218. Что же такое талант. — Горьк. правда, .

219. Новые дали творчества. — Сб. Движение жизни и литература, М., с. 284—313.

220. О стилевых течениях и их берегах. (А.Эльяшевич. Лиризм. Экспрессия. Гротеск) — Знамя, № 1, с. 253—254.

221. Это случилось в Лебяжке … (С.Залыгин «Комиссия») — Знамя, № 6, с. 231—240.

222.Дойти до сути. — Вопр. лит., № 6, с. 49 — 61.

223.Новый герой и литература. — В мире книг, № 6, с. 65 — 68.

224. Ещё раз о беззащитных фактах. — Лит. обозрение, № 7, с. 108—109.

225. Доброта (К 75-летию Б. Е. Пильника). — Современники, г. Горький.

226. Лениниана. — КЛЭ, т. 9.

227. Он — и никто другой. (Л.Жак «Геннадий Фиш») — Нева, с. 189—190.

228. Сюжетная ситуация как фактор литературной преемственности. — Вопросы сюжета и композиции, г. Горький, с. 134—140.

1979

229. Как вы работаете? Во имя чего? — Горьк. рабочий, 24 января.

230. Как вы работаете? Во имя чего? — Лит. учёба, № 2, с. 126—132. (Расширенный вариант).

231. История связала имена. — Горьк. правда, 7 февраля. Краеведческо-культурологический аспект: Пушкин болдинской поры — Добролюбов — классик литер. критики — Горький — основопол. социалистич. литературы.

232.Леонид Андреев при жизни и сегодня — В кн.: Леонид Андреев. Избранное. г. Горький,1979.

233. Шаги истории самой. — Горьк. правда, 6 декабря.

234. Кто возьмет последний мешок? (В.Ильин «Трилогия») — Москва, № 5, с. 211—213.

1980

235. Дойти до сути. 70-е годы в литературе. г. Горький, 270 с.

Рец.: 1. Л.Финк. Оправданная пристрастность. — Лит. газета, 24 декабря 1980.

2. М.Ильин. Обсуждена книга критика. — Арзамасская правда, 1 апреля 1981.

3. В.Тимофеев. Дойти до сути. — Горьк. правда, 30 июня 1981.

4. А.Панков. Оглянись в раздумье. — Дружба народов, 1981, № с. 261—262.

5. Павел Бугаенко (Саратов). В постижении народной судьбы. Анкета «Волги». — Волга, 1981, № 7, с. 162—163.

6. Л.Герасимова. В.Баранов. Дойти до сути. — Волга, 1981, № 9, с.168 −170.

7. М. Синельников. Мера злободневности. — Вопр. лит., 1981, № 12, с. 218—222.

236. Творчество без секретов. Откровенный разговор о труде современного литератора с попытками обобщений, экскурсами в прошлое и обращениями к читателю. — В кн.: Вадим Баранов. Дойти до сути. 70-е годы в литературе. г. Горький, 1980.

237. На подступах к Октябрю. (М.Шатров «Февраль») — Лит. газета, 23 января.

238. Масштабом семидесятых. — Лит. газета, 5 марта. С пленума Совета по критике СП СССР.

239. Важный инструмент. В. И. Ленин и литературная критика. — Лит. Россия, 18 апреля.

240. Проблемы критики и поэтики реализма. — Филологич. науки, № 6, с.83 — 84.

241. Слагаемые Ленинианы. — Лит. обозрение, № 1, с. 3 — 7.

242. Художественный опыт Ленинианы и наша современность. — Вопр. лит., № 2.

243. Кто оседлает солнечного коня. (Вступит. статья к кн.: Ю.Мушкетик «Белая тень. Жестокое милосердие»). — М., с.520 — 525.

244. Политика и личность. — Лит. учёба, № 1, с. 8 — 12.

245. Дойти до сути. (в кн.: Художник и общество. Свобода личности и свобода творчества.) — М., с. 127—138.

246. «Одна миллионная», или о праве на критический эксперимент. — Лит. обозрение, № 7, с. 35 — 37.

247. Очей очарование. Пушкинское Болдино в советской литературе.(Вступит. статья «Чудо Болдина», составление, подготовка текстов.) — г. Горький, 287 с.

248. Обогащение концепции личности и литературе развитого социализма. (В сб.: Современная советская литература в духовной жизни общества развитого социализма.) — М., ИМЛИ, с. 355—381.

249. Внутренняя зрелость человека. (В сб.: Будущее рождается сегодня) — М., с. 329—340.

250. Загадка одного прототипа. Бессонов — Блок. — Звезда, № 10.

251. Мышление художника и мышление критика. К методологии критического анализа. (В сб.: Вопросы эффективности литературно-художественной критики.) — МГУ, с. 65 — 75.

1981

252. Духовная зрелость человека. — Горьк. правда, 19 февраля.

253. Открытая книга. (Записки о Монголии). — Горьк. правда, 3-4 апреля.

254. Чудо Болдина. — Правда, 22 апреля.

255. Чтобы плыть в революцию дальше. — Горьк. правда, 30 апреля.

256. Критика о критике. — Лит. газета, 24 июня.

257. В полный голос. (В.Тельпугов «Вижу Монблан!») — Правда, 6 августа.

258. Век минувший и век нынешний. (В.Оскоцкой «Роман и история») — Вопр. лит., № 7, с. 255—260.

1982

259. А. Н. Толстой. Жизненный путь и творческие искания. — В кн.: А. Н. Толстой. Собрание сочинений в десяти томах. т.1, М., с. 5 — 37.

```
Перевод на болгарский. В кн.: Алексей Толстой. Гобленът на Мария — Антоанета. Повести и рассказы. — «Радуга», Москва. «Народна культура», София, 1987.
```

260. Служить миру, человеку. — Агитатор, № 1, с. 38 — 40.

261. Дело критики — выносить профессиональные суждения. — Новый мир, № 2, с. 248—254.

262. На всю жизнь. (Вступит.статья в кн. А. Н. Толстого «Заволжье») — г. Горький.

263. Преодоление аксиомы (С.Залыгин «Фестиваль») — Знамя, № 3.

264. Предисловие и комментарии к кн. А.Толстого «Новый материк» — г. Москва.

265. На пути к единству. — Сов. лит-ра (на иностранных языках), № 4.

266. Послесловие к т. 6 Собр. соч. А.Толстого на англ. и исп. языках (повести и рассказы) — Прогресс, М., с. 416—429.

267. То же и комментарии к «Хождению по мукам» — т. 3.

268. Национальное — общечеловеческое. — Дружба народов, № 7, с. 235—237.

269. В пользу человека. — Лит. обозрение, № 11, с. 32 — 40.

270. А.Толстой и его эмигрантский цикл. (В кн. «Эмигранты», тираж 3 млн.экз.) — М., с. 539—549.

271. Осознанная пристрастность. — Октябрь, № 11, с. 200—201.

272. Литературно-художественная критика. (Учебн. пособие для вузов.) — М., Высшая школа, 207 стр. В соавторстве с Бочаровым А. Г. и Суровцевым Ю. И.

Рец.:1. Ю.Минералов. Теория литературно-художественной критики. — Вопр. лит., 1983, № 12.

2. З.Кирилюк. Литературная критика: от теории к практики. — Радуга, 1984, № 1.

3. В.Воробьев. Змістовний посібнии з теорii критики.-Радзянське літературознавство,1984, № 1, с. 70 — 72.

4. В.Ковский. Первый опыт теории критики. — Дружба народов, 1984, № 4.

5. М.Шаталин. Литературно-художественная критика. — Новый мир, 1984, № 5.

6. Вл. Новиков. Теория-практика-теория.- Литер.обозрение, 1984, № 8.

1983

273. По следам «Аэлиты» — Горьк. правда, 9 января.

274. Талант жизнеутверждения. — Правда, 10 января.

275. Из творческой истории романа «Петр I». — Филологич. науки, № 1.

276. А.Толстой. Жизненный путь и творческие искания. — Сов. лит-ра на иностр. языках, № 1.

277. Zwei jahre Berlin. Alexej Tolstoi 10.1.1883 — 23.3.1945. — Sonntag, 9 januar.Aufgeschrieben von Renate Rauch.

278. Послесловие к роману А.Толстого «Эмигранты». — г. Москва, с. 293—299.

279. Горизонты Главной книги. (В сб. Художественный мир А. Н. Толстого) — г. Куйбышев, с. 33 — 52.

280. Авторитет профессионального суждения. (в сб. Перспектива. О советской литературе зрелого социализма). — М., с. 215—230.

281. Оживают снимки. (рец.: док. фильм «Ты взойди, солнце красное». Реж. Ю.Беспалов). — Правда, 31 мая.

282. Вопрос вопросов литературы. — Дружба народов, № 6, с. 243—245.

283. Революция и судьба художника. А.Толстой и его путь к социалистическому реализму. Изд. второе, переработанное и дополненное. М. 1983.

Рец.:1. В.Телецкий. Путь в революцию.- Горьк. рабочий, 3 марта 1984.

2. Г.Танин. Путь мастера. — Горьк. правда, 3 марта 1984.

3. А.Алексеева. Перечитывая заново. — Горьк. правда, 19 февраля 1985.

4. Л.Зверева.(Черновцы). Октябрь и судьба писателя. -Вопр.лит., 1984, № 12, с. 219—224.

5. В. В. Агеносов. В.Баранов. Революция и судьба художника.- Филологические науки, 1985, № 2, с. 90 — 91.

284. А.Толстой — редактор и молодая советская литература. (В кн.: Алексей Толстой. Материалы и исследования.) — г. Куйбышев, с. 6 — 19.

284. Трилогия А. Н. Толстого «Хождение по мукам», Высшая школа, М., с. 78.

285. Из итальянской тетради. — Горьк. правда, 10-11-12 ноября.

286. Фактам вопреки. — Лит. газета, 28 декабря.

1984

287. В движении к новому. — Лен. смена, 27 марта. «Песнь о Данко» на сцене Горьковского ТЮЗ-а.

288. Художник нового типа. — Горьк. правда, 28 марта. Рец.: С.Заика. М.Горький и русская классическая литература конца XIX — начала XX века. М., 1982.

289. Творческие искания А. Н. Толстого и литература 20-х годов. — Вопр.лит., № 3, с. 64 — 87.

290. Поэзия подвига. — Лит. газета, 18 июня. «Песнь о Данко» на сцене Горьковского ТЮЗ-а.

291. А.Толстой: «Я отрезаю себя от эмиграции». — Лит. газета, 22 августа.

292. «Очень созвучно современности». Послесловие к кн.: М.Козачинского и С.Диковского. «Зеленый фургон. Патриоты». — М., с. 516—524.

293. Послесловие и комментарии к кн.: А.Толстого «День Петра». — М., с. 378—390; с. 391—397.

1985

294. Главные слова. (В.Тельпугов «Те дни и ночи, те рассветы…») — Лит. газета, 17 апреля.

295. Страницы великой жизни. (Вспупит.статья к кн.: Повести о В. И. Ленине). — М., с. 3 — 8.

296. Творческие искания А. Н. Толстого и советская литература 20-х годов. (В кн.: А. Н. Толстой. Материалы и исследования.) — М., ИМЛИ, с. 102—119.

297. Современная литература и школа. (Ст. в сб. Детская литература.) — М., с. 103—106.

1986

298.Остается современником. — Горьк. рабочий (спец. выпуск), январь.

299. Возрастающая роль критики. — Лит. газета, 19 февраля.

300. Живой с живым (о А. Н. Добролюбове). — Горьк. рабочий, 23 апреля.

301. Богатство народного опыта. (И.Мотяшов. Георгий Марков. 1984) — Москва № 4, с. 198—199.

302. Преамбула и комментарии к т. 10 собр. соч. А.Толстого в десяти томах. — М., Худ. лит-ра., 1982—1986, с. 457—499.

303.Николай Иванович Кочин. (Н.Кочин. Гремячая поляна.) — г. Горький, с. 362—366.

304. Динамизм и постоянство. — Лит.газета, 15 октября.

305. Чёрный хлеб истины. — Правда, 20 декабря.

1987

306. Духовная зрелость человека. — Горьк. правда, 3 марта.

307. Восторженно или объективно? — Лит. газета, 18 марта.

308. Созвучно современности. — Горьк. рабочий, 19 марта.

309. Уроки истории, которые полезно вспомнить. — Лит. газета, 25 марта.

310. Снятый с должности — назначен… Письмо в редакцию «Сов. культуры». В соавторстве : А.Бочаров, зав. кафедрой критики и публицистики, проф. МГУ; В.Дементьев, секретарь правления СП РСФСР; Ф.Кузнецов, секретарь правления СП СССР; В.Щербина, член-кор. АН СССР.

311. Илья Ильич в добром здравии. — Сов. культура, 21 апреля.

312. От смешного до «великого». — Горьк. рабочий, 6-7 мая.

313. Пять парадоксов гения. — Горьк. рабочий, 9 июня.

314. Поучительные уроки. — Лит. газета, 30 сентября.

315. Послесловие к повести А.Адамовича «Последняя пастораль» — Сов. лит-ра, № 8.

316. Лениниана. — Литературный энциклопедический словарь, М., с. 180.

317. Очей очарованье. Пушкинское Болдино в советской литературе. Изд. 2-е, г. Горький, 287 с.

318. О М.Булгакове и его Главной книге. (М.Булгаков. Мастер и Маргарита. Театральный роман.) — г. Горький, с. 441—445.

319. Жизнеутверждающий талант. Пер. на болгарск. (В кн.: А.Толстой. Гобленът на Мария-Антоанета). — «Радуга» Москва. «Народна культура» София., с. 7 — 33.

320.Судьба писателя в истории страны. — Коммунист, № 18.

321.Главная книга Алексея Толстого. (В кн.: А. Н. Толстой. Хождение по мукам.) — Библ. советского романа, с. 5 — 14.

322.Добролюбов и преемственность принципов литературной критики в России. (В сб. Стезёю правды и добра.) — г. Горький, с. 40 — 50.

323.Слово о Добролюбове. (На торжественном заседании в честь 150-летия со дня рождения Н. А. Добролюбова.) — В сб. Стезёю правды и добра. г. Горький, с. 264—275.

1988

324. Суровая правда революции. — Горьк. рабочий, 21 января.

325. В революцию — дальше. — Лит. Россия, 4 февраля.

326. Преодоление провинциальности. — Горьк. рабочий, 22 февраля.

327. «С правдой вдвоем» Литература-87. — Горьк. рабочий, 15 марта.

328. Европейски знаменитый писатель. — Горьк. правда, 27 марта.

329. Там, на чужбине. — Новое время, № 16.

330. Услышать будущего зов. — Сов. культура, 21 апреля.

331. Раскрывать «психологию факта». — Лит. Россия, 22 апреля.

332. Пусть заговорят камни. — Горьк. правда, 21 мая. Об исторических достопримечательностях центра г. Горького.

333. Михаил Булгаков и газета «Накануне». — Сов. лит-ра, № 7.

334. Революция и художественное сознание. — Сов. лит-ра, № 10.

335. Власть, народ, литература. — Сов. культура, 5 ноября.

336. Неотвратимость очищения. — Горьк. правда, 12-13 ноября.

337. И восторженно и негативно. — Лит. газета, 23 ноября.

338. Не в ущерб всемирной славе. — Известия, 10 декабря. О необходимости возвращения г. Горькому исторического наименования.

339. К истории возвращения А.Толстого на родину. — В сб. Проблемы развития советской литературы. Саратов, с. 81 — 89.

1989

340. Максим Горький: последние годы. Документальное повествование. — Горьк. рабочий, № 52, 53, 55, 56, 57, 58, 60, 61, 62.

341. Неотвратимость очищения. — Сов. лит-ра, № 2.

342. Преодоление провинциальности.- Горьк. рабочий,22 февраля.

343. «Да» и «нет» Максима Горького. — Сов. культура, 1 апреля. Пер. на польск.: Gorki i Stalin. Smierc tysiaca pisarzy.- Zycie Literackie, 11 czerwca. Пер. на китайский. Русская и советская литература, № 1, с. 55 — 68.

344. Призвание. (80 лет со дня рождения Б.Рюрикова.) — Горьк. правда, 6 апреля.

345. Билет до Нижнего. — Известия, 5 мая. Обзор читательских отзывов на публикацию. «Не в ущерб всемирной славе», 10 декабря 1988.

346. Взлеты и падения А.Толстого. — Литература в школе, № 6, с. 19 — 27.

347. Споры и кридиторы. — Вопр. лит-ры, № 7, с. 229—234. (Полемика с Е.Добренко об А.Толстом).

348. Острые углы Ленинианы. — Учительск. газета, 19 августа.

349. «Вождизм — заболевание психики». Почему молчал Максим Горький. — Новое время, 1 октября, № 40, с. 46 — 47.

350. Как разрубить Гордиев узел. — Русский язык и литература в средних учебных заведениях УССР, Киев, с. 3 — 8.

351. Свобода и дисциплина, или «эксперимент мирового значения» — Учит. газета, 19 октября. М. Г. и А.Макаренко.

352. Предисловие к теме. — Курьер. г. Горький., 29 октября — 10 ноября.

353. Гражданская война — с кем? — Полит. образование, № 16, с. 81 — 87. О статье «Если враг не сдается — его уничтожают».

354. История с «происхожденьицем». — Семья, № 51. О защите М.Горьким в 1934 году сына начальника нижегородского острога.

355. Н. А. Добролюбов в духовном мире В. И. Ленина. — Сб.: В мире Добролюбова, М., с. 19 — 29.

356. Свершения и возможности. — В кн.: Рассказы и очерки о В. И. Ленине, М., с. 5 — 14.

357. Исторический роман и современность. — В кн.: А.Толстой. Петр Первый, М., с. 346—358.

358. О Булгакове и его Главной книге. — В кн.: Мастер и Маргарита. Театральный роман. Волгоград.

359. По пути в Шушенское. — В кн.: Рассказы и очерки о В. И. Ленине, М., с. 101—106.

360. Достоинства таланта. — Сб.: Перспектива, М., с. 187—196.

1990

361. Лениниана Андрея Платонова. — Ленинск. смена, 22 апреля.

362. Трое. М.Горький, Л.Толстой, А.Чехов. — Горьк. рабочий, 25 апреля.

363. Госпожа сенсация. — Журналист, № 4, с. 67 — 69.

364. Гений и злодейство. — В кн.: Э.Казакевич. Синяя тетрадь, с. 132—143.

365. Горький и «Новый Толстой». — Ленинск. смена, 17 мая.

366. Ещё раз про «Войну». — Ленинск. смена, 7, 8, 9, 11 августа.

367. Три письма «вождю народов» — Правда, 12 августа. Резкое несогласие М. Г. с позицией Сталина по поводу положения в партии, защита лидеров последней оппозиции (Бухарин и др.).

368. Костер и пепел. — Журналист, № 8, с. 70 — 73. М. Г. в преддверии трагического финала.

369. «Да» и «нет» Максима Горького. — В сб.: Страницы истории. Дайджест прессы, 1989 январь — июнь. Лениздат, с. 119—143.

370. Форма укрощения строптивых.- Нижегор. рабочий,6 сентября.

371. Время инициативы. — Горьк. рабочий, 21 сентября.

372. Необходимы уточнения. Письмо в редакцию. — Дружба народов, № 12, с. 264—266. О фактических ошибках в книге Н.Берберовой «Железная женщина».

373. Воля писателя и «мнение народное». — Тезисы региональной научно-практической конференции «Исторические наименования — память народа». 29 — 30 мая 1990, г. Горький. с. 8 — 12.

374. Огонь и пепел костра. М.Горький: творческие искания и судьба. — г. Горький, ВВКИ, 1990, 366 с.

Рец.: С.Голубков. Костры Максима Горького.- Нижегор. правда,28 марта.

375. «Подхалим» или «шпион». — Нижегор. рабочий, 8 декабря. Расширенный вариант — Лит. новости, 1992, № 1. Перепечатка в русскоязычной еврейской газете «Мир», 1994, 22 — 28 июля.

376. Имени Сталина. — Ленинск. смена, 11, 12, 13 декабря. Беломорканал и позиция М.Горького.

1991

377. Преодолевая порог. Из китайской тетради. — Нижегор. правда, 14, 15 января.

378. Талант глубокий и честный (Штрихи к портрету С.Залыгина) — Домовой, № 1, с. 17 — 19.

379. «Камешек» или булыжник из-за пазухи. — Нижегор. рабочий, 20 апреля.

380. Параллельно истории. Ленинская тема в творчестве А.Солженицина. — Сов. культура, 20 апреля.

381. Драма идей. — Нижегор. рабочий, 20, 23 апреля.

382. Попытка постижения. — Ленинск. смена, 21 апреля.

383. Не смолкает эхо застоя. О Сахарове, его музее и о нас с вами. — Ленинск. смена, 30 апреля.

384. Трагедия и счастье великого гуманиста. К 70-летию со дня рождения ак. А. Д. Сахарова. — Ленинск. смена, 21 мая.

385. Максим Горький и его судьба. Трагедия «океанического человека». — Русский язык в СССР, № 12, с. 31 — 37. В основе статьи доклад на сессии МАПРЯЛ в Москве в августе 1990.

386. За строкой одного посвящения. (М.Горький и Б.Пильняк). В кн.: Б. А. Пильняк. Исследования и материалы. Межвузовский сборник научных трудов. Вып.1, Коломна, 1991, с. 79 — 88.

387. Три кита классики. — Сюжет и время. Сборник к 70-летию Георгия Васильевича Краснова. г. Коломна, с. 18 — 22.

388. Загадки Максима Горького. — Урал, № 12, с. 148—157.

1992

389. Подхалим или шпион. — Лит. новости, № 1.(Перепечатано в США).

390. Лосев и Горький. — Рос.газета, 18 февраля.

391. Убиваемый трижды. — Лит.новости, 1992, дек., № 19. Полемика с нигилистическими отзывами о М. Г. в периодической прессе.

1993

392.Уточнение. Письмо в редакцию. — Лит.новости, № 24, февраль. Об искажении по вине редакции оценки работы М.Никё.

393. «Круглый стол»: XX век как литературная эпоха. (Выступление.) — Вопр. лит. Выпуск II, с. 42 — 50.

394. Женщины буревестника. — Семья, № 3.

395. Новые маршруты старого «критического парохода». — Книж. обозр., № 4. Критический обзор суждений писателей и критиков о М. Г.

396. «Советский принц» Максим, история его короткой жизни и загадочной смерти. — Нижегор.правда, 3, 5 февраля.

397. Максим Горький и его трагедия. К 125-летию со дня рождения. — Известия, 13 марта.

398. Тайны лондонского архива. Когда и как Сталин заполучил важные письма и документы М.Горького. — Нижегор.правда, 20 марта.

399. Горький и Сталин: попытка противостояния. — Культура, 20 марта.

400. Горький и Сталин: Устранение. — Культура, 27 марта.

401. Вождь и смерть. К истории одного сталинского автографа. — Моск.новости, 21 марта.

402. «Океанический человек» и его трагедия. — Курьер, 25 марта.

403. Хозяин смерти. — Курьер, 25 марта.

404. «Максимушка, я хватаюсь за твои руки». — Курьер, 25 марта. То же. — Труд, 27 марта.

405. О «штуке», понравившейся вождю. — Нижегор.рабочий, 26 марта.

406. Сталин против Маяковского: поединок, которого не было. — Известия, 27 апреля. То же. — Досье ЛГ.

407. «В роли противника всех и всего». — Рос.газета, 29 мая. М. Г. в 1922 году.

408. «Советский принц» Максим. — Семья, № 25, 21 — 27 июня.

409. Как Сталин заполучил лондонский архив Горького. — АртФонарь. Ежемесячное прилож. к «АиФ», № 9 (12).

410. Фильм о Горьком снимают без моего ведома. — Известия, 7 июля.

411. Несостоявшийся паритет. — Моск. новости, 14 июля.

412. Читал ли Лев Толстой «Тихий Дон». — Российская газета, 31 июля.

413. Мнение — это не имение. — Нижегор. рабочий, 6 августа.

414. До и после юбилея. — Нижегор.правда, 14 августа.

415. Без родины. — Книжн.обозрение, 17 сентября. О невыполнении издательством «Курьер» (Н.Новгород) договорных обязательств по выпуску книги.

416. Раб безответной любви. — Нижегор.правда, 13 ноября. Сопоставительный анализ «Рассказа о безответной любви» М. Г. и «Гранатового браслета» А.Куприна.

1994

417. STRACHY. — Gazeta pomorska, 28 stycznia (январь). Полемика с корр. радио «Свобода» K.Caпгир по поводу пьесы «Дачники» на франц. сцене.

418. Евреи и «Щит» Максима Горького. — Еврейская улица, № 1, с. 131—138. (На еврейском языке).

419. Горький и Сталин — враги… Версия? Сенсация? Реальность? Книжн.обозрение, 5 апреля.

420. «Необщий аршин» и «мнение народное». — Культура, 16 апреля.

421. В поисках «рассудливой правды» — Культура, 9 июля. [К возвращению А.Солженицина на родину.] Оценка писателем М.Горького.

422. Сокрушая старые схемы. — Культура, 27 августа. Односторонность подхода к русской классике XX века в кн.: Л. Я. Шнейберг, И. В. Кондаков. От Горького до Солженицина. М., «Высшая школа».
423. Горькие дни пройдут, настоящая литература останется. — Известия, 13 сентября.

424. Сталин — Горький. Победы и поражения. — Досье «ЛГ», № 9.

425. Капитальный чудодей из Петербурга. — Предисловие к кн. Ю.Андреева «Три кита здоровья» — Н.Новгород, с. 5 — 6.

1995

426. Максима Горького убила женщина?- Гороскоп, № 4, с.50 — 54.

427. Kto zabil Gorkiego ? — Gazeta Pomorska, 23 czerwca (июня).

428. Kto zabil Maksima Gorkiego? — Wiadomosci kulturalne, 26 czerwca (июня). Расшир. вариант № 427.

429. Исполнитель зловещей воли ? — Культура, 27 мая. Вариант: Нижегор.рабочий, 8, 9 августа.

430. Услышит ли в пустыне глас вопиющего? — Культура, 22 июля.

431. Реконструируя биографию человека, «предавшего свой народ». — Книжн.обозрение, 19 сентября. О статье В.Шенталинского «Воскресшее слово» («Новый мир», 1995,№ 3 −4). Откл.: «Новый мир», 1996, № 1, с. 248.

432. О вузовских программах по литературе. (В сб.: Мировая литература XX века. Проблемы изучения и преподавания.) — Материалы международной конференции, 11-12 ноября. Орехово-Зуево.

433. Время неизданных книг. — Независ.газета, 24 декабря. Издательство «Московский рабочий» не выполнило план государственной поддержки, отказавшись печатать книгу о М. Г. и израсходовав выделенные средства не по назначению.

1996

434. Письмо в редакцию газеты «Моск.новости» 28 апреля — 5 мая. Ответ автору письма «Опять „убийцы в белых халатах“»

(Моск.нов., № 10, 10 — 17 марта) А.Ларину, доктору юридич.наук, главн.науч. сотр. ин-та гос-ва и права РАН. Опровержение критики выступления В.Баранова в передаче «Сов.секретно» по поводу смерти М. Г. и роли М.Будберг в этом.

435. Книга должна работать. Открытое письмо читателю «Нижегор. рабочего» Ю. И. Кузнецову от писателя-земляка. — «Нижегор. рабочий», 29 мая.

436. Эхо выстрела Жоржа Дантеса. — Культура, 15 июня.

437. Тайна заказного убийства. — Комс.правда, 15 июня.

438. Идущий не в ногу расскажет о многом. Интервью В.Нестеренко. — Кубанские новости, 22 июня.

439. Телерейтинг «Труда». — Труд, 6 июля. О фильме «Под знаком Скорпиона».

440. Горькая клубничка. — Культура, 13 июля. О кинофильме «Под знаком Скорпиона».

441. Телерейтинг «Труда». — 13,20 июля; 3,10,31 августа; 7,21,28 сентября; 5,12,19 октября.

442. Учился ли Горький у фашизма? Заметки на полях каталога выставки «Берлин — Москва». — Незав.газета, 6 августа.

443. Горький и смерть. Фрагмент из книги. — Моск.комсомолец, 1 сентября.

444. Придуманная «мистификация» и реальная фальсификация. — Лит.газета, 4 сентября. По поводу статьи В.Тополянского «А. М. Горький умер сам или его отравили? Шестидесятилетие мрачной мистификации» -«Лит.газета», 12 июня 1996 г.

445. «Очень хороший писатель». — Книжн.обозрение, 10 сентября. О проблемах горьковедения, книгах Н.Примочкиной «Писатель и власть. Горький в литер.движении 20-х годов», М.,1996 и Л. Я. Резникова «Максим Горький — Известный и неизвестный», Петрозаводск, 1996.

446. Без права на трагедию. О современных спорах вокруг Горького. — Независ.газета, 18 сентября. Критика статьи В.Тополянского «А. М. Горький умер сам или его отравили?» — (Л.г., 12 июля 1996) и позиции газеты.

447. Рукопись. — «Знамя», № 10, с. 228. О книге «Горький без грима. Тайна смерти».

448. Ох, уж этот великий «пост»! Полемические заметки о том, как «зачисляют» в классику и отлучают от неё. — Знамя, № 10, с. 205—208.

449. «Приватизированный» Горький, — Новое книжн.обозрение, № 18 — 19, с.5 — 6. Об исторической несостоятельности надписи на пьедестале памятника М.Горькому («от правительства»).

450. Странная гибель «Максима Горького». — Моск.правда, 4 декабря.

451. Горький без грима. Тайна смерти. — Аграф, М., 1996, 5000 экз, 400 стр.

Рец.: 1. М.Путинковский. Яснее ясного. — Книжн.обозрение, 21 января 1997 года.

2. Соб.инф. Горький без грима. Тайна смерти.- Нижегор. правда, 23 января 1997.

3. В.Широкий. Горький без грима. — Культура, 25 января 1997.

4. В.Тополянский. А дустом его не пробовали? Реставрация легенды об отравлении Горького. — Лит.газета, 29 января 1997.

5. Л.Финк, почетный проф. Самарск. универ. Новая книга о Горьком. — Самарская коммуна, 29 января 1997.

6. Б/п. В поиская истины. — Нижегор.правда, 6 февраля 1997.

7. Л.Алейник. Горький без грима. — Русская мысль, (Париж), 13 — 19 февраля 1997.

8. А.Тюкаев. О «Горьком без грима» — Нижегор. новости, 15 февраля 1997.

9. А.Щуплов. Закон лит-мента: от винта (Критика рецензии В.Тополянского в «Лит.газете») Книжн.обозрение,18 февраля 1997.

10. Н.Ларионова, ст.научн.сотр. ИМЛИ. Вся правда об авторе «Буревестника» ещё не сказана. — Правда-5, 19 февраля 1997.

11. В.Воронов. Другой Горький. — Труд, 13 мая 1997.

12. О.Митрофанова. Соперники. — Нижегор. рабочий, 15 мая 1997.

13. М.Трофимова. Смерть Горького: ищите женщину? — Моск. правда, 29 июня 1997.

14. В. Н. Шапошников (г. Шуя). В. И. Баранов. Горький без грима. Тайна смерти. Роман-исследование. — Филологические науки 1997, № 5.

15. Жека Новиков. «Горький без грима». — Программа. Таллинн 18 — 24 августа 1997.

16. Е.Динерштейн. Баранов В. Горький без грима. Тайна смерти. Роман-исследование. — Аграф, 1996, 400 с. — 5000 экз.- Нов.лит.обозр., 1997, № 26, с. 336—339.

17. Eva Korpata-Kirszak. Вадим Баранов. Горький без грима. -Slavia orientalis, Краков,1998, № 1, с. 121—123.

18. В Разуваев. Ты — царь. Игры с властью приносят не только поражения. — Книжн. обозрение к НГ, 19 августа 1998.

452. Петр Первый в первопристольной. (По поводу статьи Л.Колодного «Кто сказал, что Петр Первый не любил Москву?») — Моск. правда, 27 декабря.

453. Виновата ли запятая, или ересь неслыханной простоты. (Послесловие к кн. Б.Окуджавы «Зал ожидания») — Н.Новгород, с. 97 — 102.

454. Художник не известен … Может и к лучшему. (О кн.: Очерки русской литературы XX века. (После 1917 г.)). — Новое книжн. обозрение.

1997

455. Горький и его окрестности. Почему Иосиф Сталин симпатизировал Муре Будберг. — Независ.газета, 30 апреля. Новые факты, подтверждающие непосредственную причастность М.Будберг к «устранению» писателя. Л.Васильева в кн.: «Дети Кремля» приводит отрицательный отзыв дочери М.Будберг о выступлении В.Баранова в передаче «Совершенно секретно».

456. Трагедия Горького глазами эмигрантов. — Известия, 14 августа.

457. Драма Шостаковича и «сталинист» Горький. — Моск.правда, 26 сентября.

458. История, вера, любовь. (В кн. Александра Ананичева «Четыре всадника», М.)

1998

459. Русское зарубежье: границы жесткие и прозрачные. (О кн.: Писатели русского зарубежья. Литературная энциклопедия русского зарубежья. 1918—1940. М., РОССПЭН, 1997) — Книжное обозрение, № 2, 13 января.
Откл.: Книжное обозрение. 7 апреля 1998 г., с.2.

460. «Океанический человек». Вст. статья и публикация мемуаров О. В. Каминской, П.Максимова, Н.Берберовой, Б.Григорьева. — Гласность. № 1 (238).

461. 93-й не должен повториться. Литературоведческие мечтания: возвращение Максима обязательно состоится. — Независ. газета. 4 марта.

462. Все ли дозволено Юпитеру, или К истории одних преждевременных похорон. — Кулиса. Прилож. к Независ. газете. № 6, 27 марта. Перевод на арабский язык кувейтского писателя Ашрафа Эльсаббаха в египетском журнале «Литература и критика» 10 мая. Несостоятельность критики Горького со стороны А.Солженицина.

463. От доски до доски. Секвестр и приватизация как фактор культурной политики. — Кулиса, № 8, 24 апреля.

464. Все ли дозволено Юпитеру … — Нижегор. рабочий, 13-14 мая. Вариант № 462.

465. Куда склоняется чаша весов. — Книж. обозр., 26 мая, № 29, с.16 — 17. Обзор упоминаний М. Г. в периодике 1997.

466. Купец Бугров против вождя народов. — Кулиса, № 10, 20 мая.

467. Максим Горький — теплоход и человек. Как создавался хрестоматийный образ писателя. — Кулиса, № 11, 19 июня. Вступ. статья к дискуссии о М. Г. на борту мемориального теплохода имени писателя в связи с годовщиной его смерти.

468. Серебряный век — художественная реальность или исследовательский миф. — Литературоведение на пороге XXI века. Материалы международной научной конференции (МГУ, май 1997). М., с.71-77.

469. Наша «Катя» горько плачет … (Под рубрикой «Казус» сатирическая критика грубых ошибок в кн. «135 сочинений для школьников и абитуриентов (на 1997—1998 г.г.)». Изд-во «Транстпорт») — Ex libris Независ. газеты, 8 июля.

470. Максим Горький — «агент влияния». Текст и подтекст в переписке М. Г. со Сталиным. — Новый мир. № 12, с. 243—248.

471. Что мое — твое. (Рец.: Диалог. Литературный альманах. Вып.2, Россия — Израиль. 1997/98 — 5758). — Международная еврейская газета, № 44 (243), ноябрь.

1999

472a. Горький без грима. Тайна смерти. — Перевод на китайский язык — г. Гуйлинь, изд. Лиззян, 31 января.

472б. Вопросы оптимизации преподавания литературоведческих дисциплин в высшей школе. — В сб. Историко-литературные курсы. Методологические концепции, проблемы, М., УРАО, с. 96 — 99.

473. Куда приводят многоточия, или смерть «при загадочных обстоятельствах» (тайна смерти А.Барбюса) — Нижегор. рабочий, 14 января.

474. Горький: сюжет для банального детектива? — Книжн. обозрение, 5 июля. (Полемика с А.Ваксбергом, автором «Гибели Буревестника», о роли М.Будберг в смерти М.Горького).

475. Беззаконная комета. (Фрагмент из книги о М.Будберг).- Книжн. обозрение, 19 июля.

476. Неужели надо сидеть у моря и ждать погоды. (О культуре в условиях кризиса государственности).- Независим. газета, 31 июля.

477. Гений — это всегда авангард. (К 200-летию со дня рождения А. С. Пушкина) — Детская литература, № 5-6, с. 12 — 14. 

478. Всю дорогу ехали молча … (Время и память в прозе Юрия Трифонова) — Книжн. обозрение, № 45, 8 ноября.

479. Эмиграция и Россия. Границы жесткие и прозрачные. (К методологии изучения литературного процесса после Октября 1917 г. — Studia Rossica YII. W kraju i na obczyznie. Literatura rosyjska XX wieku. — Warszawa, 1999, s. 17 — 26.

2000

480. Чего старенького? Об издательском дилетантизме и народном образовании. — Книжн. обозрение, 31 января.

481. Академический долгострой. (Письмо группы деятелей культуры по поводу задержки выхода академической «Истории русской литературы XX века» комментирует В.Баранов) — Московск. новости, 22-28 февраля.

482. Максим Горький: подлинный или мнимый. — М., 110 с.

483. Трубка вождя, или уход «рабоче-крестьянского графа» — Независим. газета, 11 марта.

484. Не только неуважение к памяти. (Письмо в редакцию от 13 марта по поводу восстановления мемориальной доски в Горках, где жил и умер Горький) — Независим. газета, 18 марта. В соавторстве с Л.Анинским, В.Кунициным, М. и Д. Пешковыми, А.Судаковым, А.Турковым. То же: Моск. правда, 10 апреля; Книжн. обозрение.

485. В Италии Горького помнят. А в России? (Письмо в редакцию.) — Труд, 31 марта. (См. № 484). См. отклик В.Приходько «Вернуть памятку о Горьком».- Моск. правда, 10 апреля.

486. АпПЕТИТ проходит во время еды. (Реплика по поводу кн. Максим Горький — подлинный или мнимый). — Ex libris НГ, 4 мая.

2001

487. Горький без грима. Тайна смерти. (Издание второе, исправленное и дополненное). — М., Аграф, 463 с. Включена в список рекоменд.литературы: Русская литература XX века, в 2-х т., под ред. Л. П. Кременцова. Т.1, М., ACADEMIA, 2002, с.76.

488. Беззаконная комета. Роковая женщина Максима Горького. -М., Аграф, 378 с.

Рец.: 1. Н. О. Блуждание в потемках женской души. — Ex Libris, НГ, 26 апреля 2001.

2. Александр Калугин. Большое ухо — алфавит, 2002, № 14, с.34.

3. Ю. Рахаева. Та же Мура, но вид с боку. — Известия, 6 мая, 2002.

4. В.Воронов. Роковая женщина Максима Горького. — Труд, 8 апреля, 2002.

5. Лазарь Шерешевский. Затмение и прояснение. — Дружба народов, 2002, № 7, с.211-220.

489. Когда власть начала ломать прессу. — Независим. газета, 31 марта.

490. Дилетанты не сдаются… — Книжн. обозрение, 16 июля, № 29 −30. Критика книг издательства «Вече» для массового читателя.

491. Не только о Горьком. (Письмо в редакцию) — Новый Мир, № 12, с.216-218.

2002

492. Белая ворона серебряного века. Вступ. статья к кн.: А.Толстой. Хромой барин. с.5-22. Комментарии: с.513-523.

493. Не пора ли вернуть Буревестника? — Лит. газета, 27 марта — 2 апреля, № 12. Отклики: Лит. газета, № 14-15, 17, 24-25, 30, 34, 39.

494. Когда смолкают фанфары. Опыт послесловия к одному юбилею. — Нижегор. новости, 23 апреля.

495. Горький не из-под палки. — Лит. газета, 11-17 сентября, № 37.

496. Наконец: как и почему умер Максим Горький. (По страницам одного научного издания). (О сб. «Вокруг смерти Горького». ИМЛИ РАН, 2001). — Вестник моск. гос. открытого пед. ун-та им. М. А. Шолохова. Фил. науки. М.,2002, № 3, с. 5-26.

2003

497. «Криминалистический аспект» литературоведческого исследования (к постановке проблемы) — Вестник МГОПУ им. М. А. Шолохова, № 2, с. 5-11.

498. «Гильотины веселый нож…». Урок словесности ведет чиновник. — Лит. газета, 5-11 марта.

499. Горького отравила шпионка. — Экспресс-газета, апрель, № 14.

500. Ещё один опыт литературного киллерства. Проблема авторства «Тихого Дона». — Лит. газета, 30 июля — 5 августа, № 31.

501. «Надо прекословить!» (М.Горький и подготовка I съезда писателей). — Вопр. лит., № 5.

502. Вокруг да около. (О сб. ИМЛИ «Вокруг смерти М.Горького», 2001). — Новый журнал. Нью-Йорк, № 232, с.332-337.

503. «Криминалистический аспект» литературоведческого исследования (вариант). — Slavia orientalis, Краков, № .

504. Шолоховедение и антинаука. — Вестник МГОПУ им. М. А. Шолохова, с.75-84.

505. Много горького. Жизнь и смерть великого писателя на телевизионном экране. — Лит.газета, № 49, 10-16 декабря.

2004

506. Писатели и война. В кн. «Война и общество» 1941-45. Ин-т российской истории РАН. Под ред. Академика Г. Н. Севастьянова. Изд-во «Наука», т.2, с.129-150.

507. «История русской литературы». Учебник для поступающих в вузы. Изд-во «Русское слово». Редактирование отдела «Литература XX века». Написаны следующие разделы: Введение. М.Горький. Период гражданской войны — 20-х годов. Маяковский. 30-е годы. М.Цветаева. Б.Пастернак. М.Шолохов. Период Великой Отечественной войны. Изображение войны в послевоенные годы. Литература послевоенных лет (начиная 60-ми). Литература на современном этапе (начиная и 70-х). Ю.Трифонов. Б.Окуджава. Заключение редактора. Общий объём 6 а.л.

508. Парадокс как форма художественного мышления в русской литературе. — В кн.: Филология: проблемы истории и поэтики. (К 60-летию академика Ю. Г. Круглова). М., с.284-292.

509. Особая миссия баронессы. (О смерти М. Горького). Совершенно секретно, № 1, с. 15-17.

510. Шолохов, Сталин, Горький и третья книга «Тихого Дона». — Книжная газета, М., № 5, с. 6-7. В основе статьи доклад на научной конференции в МГОПУ «Почему Сталин разрешил печатать шестую часть „Тихого Дона“».

511. Большая любовь по Максиму Горькому. Женщина в судьбе и художественном мире писателя. — Книжная газета, № 4, 5, 6, 7, 8, 9, 10, 11, 12. С.28-29. Вступительное исследование (7 а.л.) к книге рассказов М.Горького о любви.

512. «Факел зажигающий». М.Горький и общественно-литературный процесс начала XX века. — Вестник МГОПУ им. М.Шолохова. Серия филол. Науки, № 2, с.5-37.

513. Трагедия М.Горького и проблема «криминалистического литературоведения». Сб. Максим Горький и литературные искания XX столетия. Н.Новгород, с.657-662.

514. «Криминалистический аспект» литературоведческого исследования. К постановке проблемы. Slavia orientales, том LII, NR 3, ROK 2003.

515. Нижегородское чудо. — Нижегородские новости, 27 марта.

516. Их соединил «Макар Чудра». — Нижегородская правда, 12 октября, с.5-6.

2005

517. Не надо обижать негров. (Полемика со статьей Н.Журавлева «Гений в неграх родины», Новая газета) — Лит.газета, № 15, 13-19 октября.

518. Жанр против таланта (О кн. П.Басинского «Горький», ЖЗЛ) — Книжн.газета, № 2, с.10-11.

519. Человек, начавший жизнь заново. В кн.: Его жизнь и его судьба. Книга памяти Льва Финка. М., Новая газета, с.198-203.

520. Две трагедии века. М.Горький и В.Маяковский в литературном процессе 20-х — 30-х годов, — «Горьковский чтения», Н.Новгород.

521. «Мой друг, моё счастье, моя жизнь». Из будущей книги «Большая любовь по Максиму Горькому» — Нижегородская правда, 15 февраля, № 16, с.7.

522. Выстрел, который мог стать роковым. Из той же книги. — Нижегородская правда, 12 апреля, с.6.

523. «Если пессимизм тайно ждет опровержения…». Заметки о первом международном конгрессе «Русская словесность в мировом культурном контексте» (Фонд Ф. М. Достоевского, декабрь, 2004). — Книжная газета, № 1, с. 26-27.

524. «Горький в роли Казановы?» — Документальное расследование. — Вышгород, № 5-6. Таллинн-Эстония, с. 150—159.

2006

525. «Из праха будней делать чудо…» О кн.: Вольшонок З. М. «Снег в Париже», М. — Книжная газета, № 1-2, с.26-27. То же — в книге того же названия. М., Соло.

526. Горький без грима. Тайна смерти. — Перевод на эстонский. Таллин.

527. Толстой Алексей Николаевич. В кн.: Литературная энциклопедия русского зарубежья. 1918—1940. Всемирная литература и русское зарубежье. М., РОССПЭН, с.395-397.

528. «Тут — это вам не там». О кн.: Ю.Дружникова «Там — эта вам не тут». М., 2005 — Книжная газета, № 1-2.

529. Потенциал военной темы, или необходимость «КМ». — Книжная газета, № 4, с.6-7.

530. Смерть Буревестника как политическое мероприятие. Затмение 18 июня. От ред.: из книг, «которые обещают стать бестселлерами». — «Труд», 5 июля, с.34.

531. Как быть с Горьким в школе? — Литература в школе, № 7, с.18-22.

532. Две трагедии. В.Маяковский и М.Горький в литературном процессе 20-х годов. В сб. Творчество Максима Горького в социокультурном контексте эпохи. Н.Новгород, с. 91-99.

533. Баронесса и Буревестник. М., Вагриус, 270 стр.

534. «Доносчик 001» на фоне «Узников России» Пушкина и Горького. К феномену художественного мышления Ю.Дружникова. В кн.: Юрий Дружников на перекрестке мнений: новый взгляд на литературу русского зарубежья. Варшава — Москва — Рязань, с.80-92.

535. Казанские университеты М.Горького. Сб. к 85-ю проф. Г. В. Краснова, Коломна. То же — Казань.

536. Феномен скуки в творчестве М.Горького. — Сб. Горьковские чтения, Н.Новгород, 0,4 а.л.

537. Писатели и война. — Война в славянской литературе. Сост. И. Н. Афанасьев. Гомельский университет им. Ф.Скорины., Мозырь, с.111-125.

2008

538. «М. Горький. О любви». Рассказы. Воспоминания об А. М. Горьком — Составитель, автор отчерка «Большая любовь по Максиму Горькому» — изд. Прогресс-Плеяда, М., 2000 экз., с.464-527.

2016

539. «Наталья Крандиевская и Алексей Толстой. История одной любви» — изд-во Совпадение, М., 143 стр.

2020

540. «Глубины „Тихого Дона“» — М., КнигИздат, 500 экз., 217 стр.

541. «Письма Литератору» — М., КнигИздат, 100 экз., 91 стр.